# Platystasius
Platystasius är ett släkte av steklar som beskrevs av Nixon 1937. Platystasius ingår i familjen gallmyggesteklar.
Kladogram enligt Catalogue of Life och Dyntaxa:
| Platystasius | \| \| Platystasius antennatus \| \| \| \| \| \| Platystasius othus \| \| \| \| \| \| Platystasius transversus \| \| \| \| |
|              | \| \| Platystasius antennatus \| \| \| \| \| \| Platystasius othus \| \| \| \| \| \| Platystasius transversus \| \| \| \| |
|              | Platystasius antennatus                                                                                                   |
|              | |
|              | Platystasius othus |
|              | |
|              | Platystasius transversus                                                                                                  |
|              | |